# Magnus Eriksson (futbolista)
Magnus Lennart Eriksson (Solna, 8 de abril de 1990) es un futbolista sueco. Juega como delantero y su equipo es el F. C. Stockholm Internazionale de la Primera División de Suecia.

## Carrera

### Carrera juvenil
Comenzó su carrera en la academia del AIK. Fue ascendido al primer equipo en 2006 bajo la dirección de Rikard Norling.

### Åtvidabergs
Fue transferido del Väsby United al Åtvidabergs, club de la Superettan. La temporada resultó ser un éxito tanto para él y el Åtvidabergs, ya que ayudó al club a ganar el título y la promoción a la Allsvenskan. Para la temporada 2012, logró anotar 11 goles en 20 partidos antes de ser finalmente vendido al club belga K. A. A. Gante.

### Gante
El 21 de agosto de 2012 se hizo oficial que había sido transferido al K. A. A. Gante de la Primera División de Bélgica. Eriksson solo jugó cuatro partidos de liga para el club durante la temporada 2012-13. El club tuvo tres entrenadores diferentes durante la temporada y apenas dispuso de oportunidades.

### Malmö FF
El 21 de enero de 2013 fichó por el Malmö de la Allsvenskan en un contrato de cuatro años. Jugó todos los partidos para el club durante la etapa de clasificación para la Liga Europea de la UEFA 2013-14 y marcó dos goles. En la temporada siguiente se hizo una parte vital del equipo que defendía el título de liga y se clasificó para la fase de grupos de la Liga de Campeones de la UEFA 2014-15. Jugó 30 partidos de liga, anotando cinco veces.

### Guizhou Renhe
El 15 de diciembre de 2014 se anunció su transferencia al club chino Guizhou Renhe.

### Brøndby IF
El 10 de julio de 2015 se anunció que había sido transferido al club danés Brøndby en un acuerdo de 4 años.

## Selección
Ha sido internacional con la selección de Suecia en dos ocasiones.

## Clubes
| Club                           | País           | Año           |
| ------------------------------ | -------------- | ------------- |
| AIK Solna                      | Suecia         | 2006-2008     |
| F. C. Väsby United (cedido)    | Suecia         | 2008          |
| Akropolis IF (cedido)          | Suecia         | 2008          |
| F. C. Väsby United             | Suecia         | 2009-2010     |
| Åtvidabergs FF                 | Suecia         | 2011-2012     |
| K. A. A. Gante                 | Bélgica        | 2012-2013     |
| Malmö FF                       | Suecia         | 2013-2014     |
| Guizhou Renhe                  | China          | 2015          |
| Brøndby IF                     | Dinamarca      | 2015-2016     |
| Djurgårdens IF                 | Suecia         | 2016-2017     |
| San Jose Earthquakes           | Estados Unidos | 2018-2020     |
| Djurgårdens IF                 | Suecia         | 2020-2025     |
| F. C. Stockholm Internazionale | Suecia         | 2025-presente |

## Palmarés

### Títulos nacionales
| Título              | Club           | País   | Año  |
| ------------------- | -------------- | ------ | ---- |
| Superettan          | Åtvidabergs FF | Suecia | 2011 |
| Supercopa de Suecia | Malmö FF       | Suecia | 2013 |
| Allsvenskan         | Malmö FF       | Suecia | 2013 |
| Supercopa de Suecia | Malmö FF       | Suecia | 2014 |
| Allsvenskan         | Malmö FF       | Suecia | 2014 |